# Gina
Gina är en kortform av namn som Georgina, Regina och Virginia. Det äldsta belägget i Sverige är från år 1855.
Den 31 december 2014 fanns det totalt 1 204 kvinnor folkbokförda i Sverige med namnet Gina, varav 802 bar det som tilltalsnamn.
Namnsdag: saknas (1986–1992: 20 december)

## Personer med namnet Gina

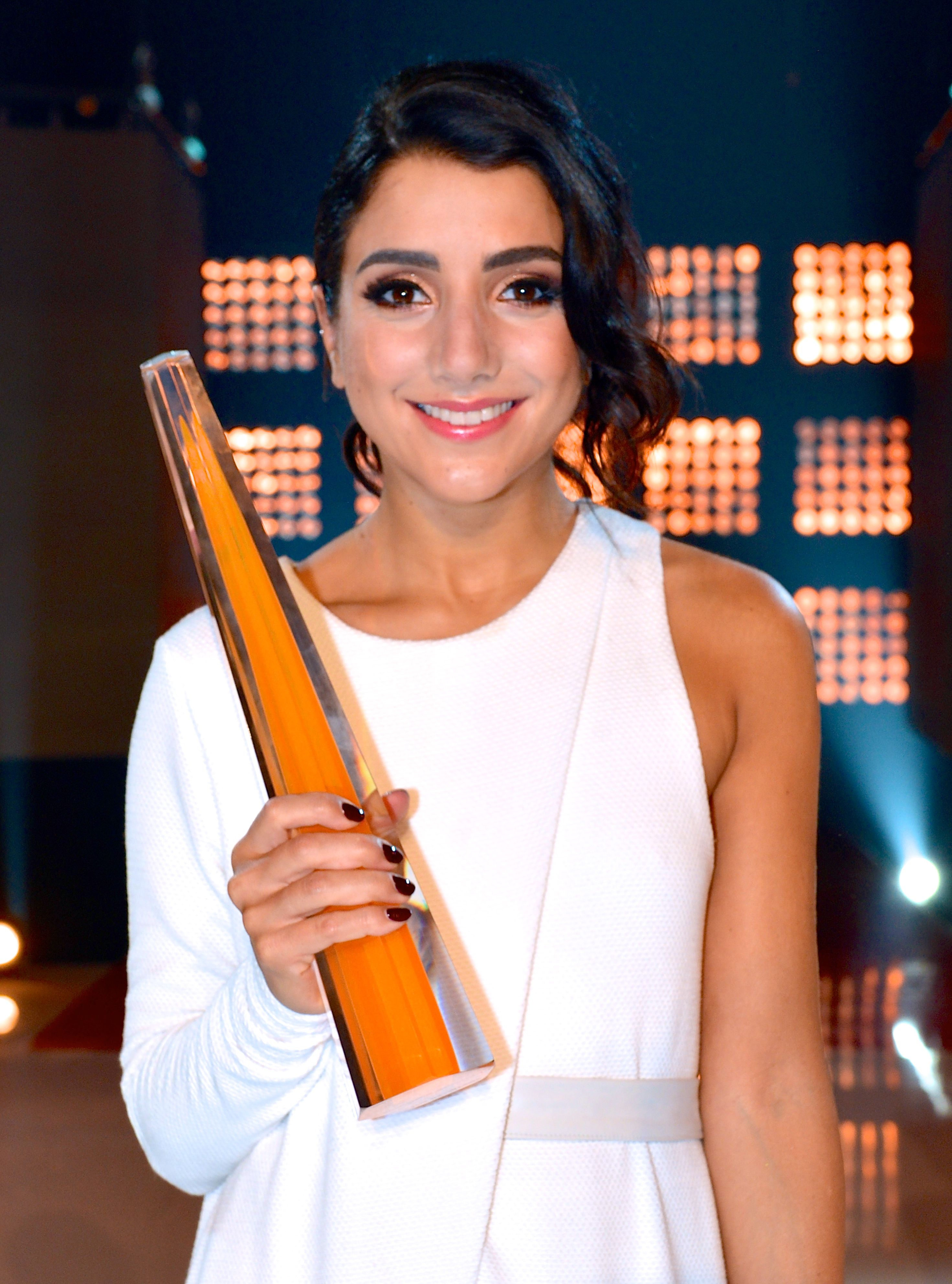
Gina Dirawi

- Gina Carano, amerikansk kampsportare
- Gina Cinnamoni, svensk författare
- Gina Dirawi, svensk programledare
- Gina G, australisk sångerska
- Gina Gershon, amerikansk skådespelare
- Gina Gogean, rumänsk gymnast
- Gina Jacobi, svensk låtskrivare, producent och sångerska
- Gina Kingsbury, kanadensisk ishockeyspelare
- Gina Krog, norsk kvinnorättskämpe
- Gina Lollobrigida, italiensk skådespelare
- Gina Manès, fransk skådespelare
- Gina McKee, brittisk skådespelare
- Gina Miles, amerikansk ryttare
- Gina Oselio, norsk operasångerska
- Gina Raimondo, amerikansk politiker
- Gina Smith, kanadensisk ryttare
- Gina Stechert, tysk alpin skidåkare
- Gina Yashere, brittisk komiker